# Coracias garrulus
La ghiandaia marina (Coracias garrulus Linnaeus, 1758) è un uccello coraciiforme appartenente alla famiglia dei Coraciidi.

## Descrizione

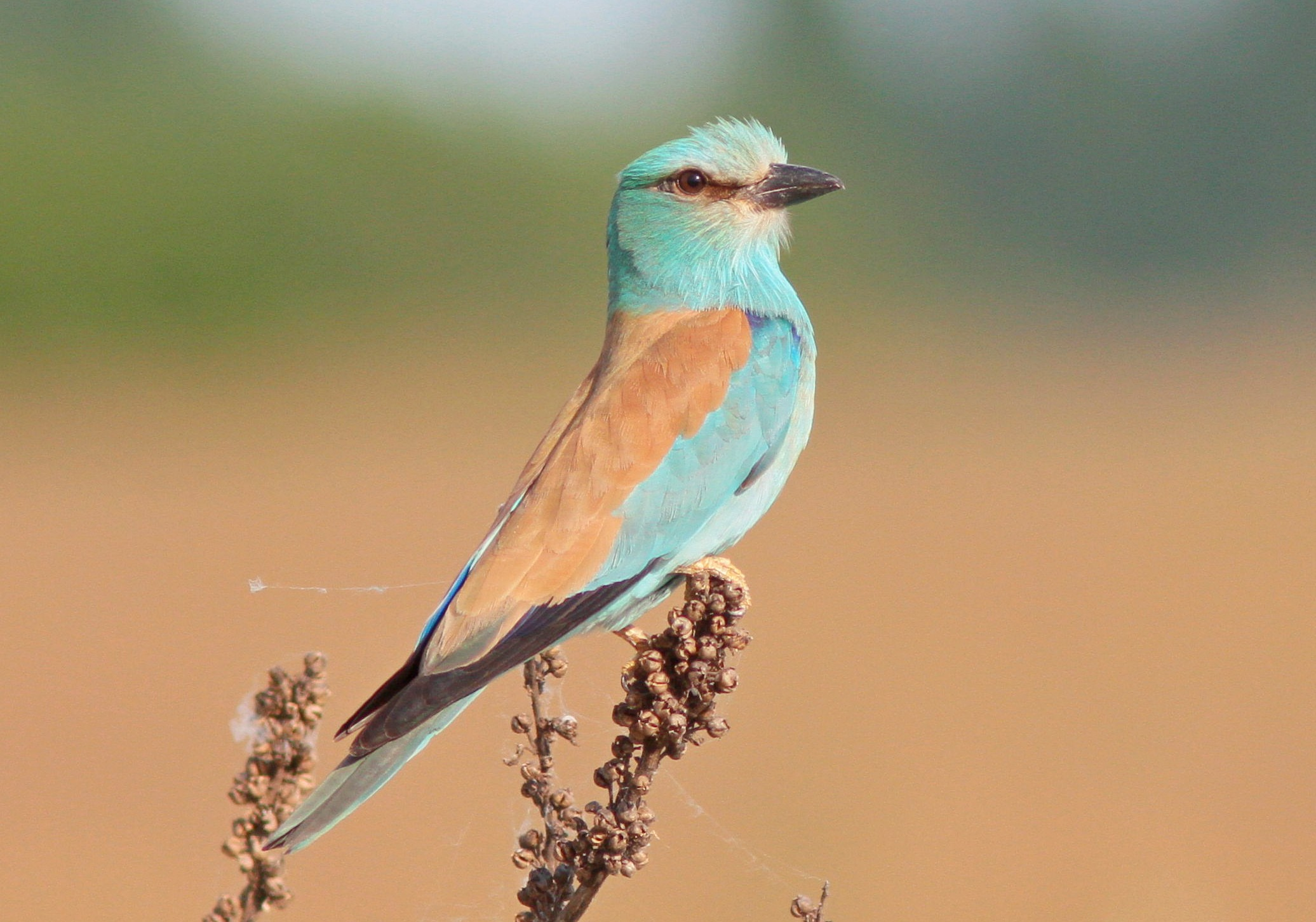

Il petto e il ventre sono di colore azzurro turchese, come pure il capo, mentre il dorso appare tinto di castano chiaro, eccetto il codrione e la parte superiore della coda che sono di colore blu verdastro, con le piume rette centrali brune. Le due piume esterne della coda sono un po' più lunghe delle restanti e la punta caudale presenta una macchia nera che costituisce il tratto distintivo della specie. In volo le ali sono molto appariscenti, di colore blu, con bordi neri. Sia le zampe che il becco presentano tonalità scure e dalla base del becco parte una frangia nera che attraversa gli occhi, assumendo le sembianze di una mascherina.

## Distribuzione e habitat
Con l'arrivo della primavera, le ghiandaie marine abbandonano il loro territorio invernale in Africa e si dirigono verso l'Europa, dove stabiliscono anno dopo anno il loro territorio di riproduzione e nidificazione. Il loro arrivo coincide con l'inizio della primavera, proprio quando i campi coltivati sono al massimo rigoglio e le popolazioni di invertebrati che costituiscono la loro dieta base sono più abbondanti. 

Attorno alla metà dell'estate, le ghiandaie cominciano il loro viaggio di ritorno ai territori africani in cui svernano. Questo viaggio migratorio è uno dei pochi momenti in cui si possono osservare stormi di varie decine di individui, tra cui si trovano anche i giovani nati in quell'anno.

## Riproduzione

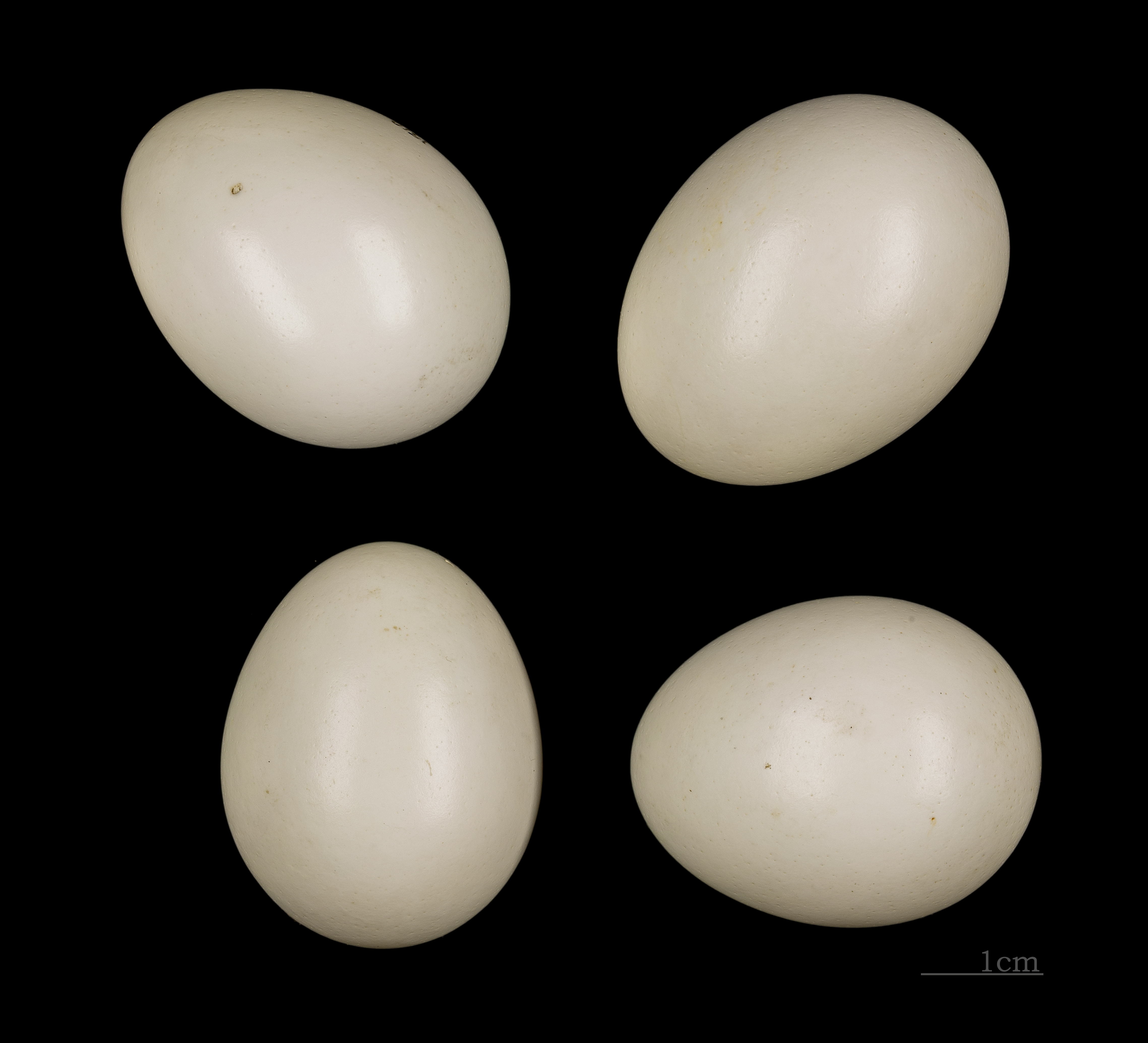
Coracias garrulus

Non appena terminano il viaggio, le ghiandaie entrano in fertilità. I maschi cercano di attirare le femmine mediante acrobazie aeree davvero uniche, in cui avanzano facendo ondulare il corpo con un'oscillazione dei fianchi. In questo modo, la luce solare produce scintillii dovuti al riflettersi dei raggi sulle loro magnifiche piume.
Dopo la copulazione e dopo aver scelto il luogo in cui installare il nido, che generalmente è costituito da una cavità in un vecchio albero o da un nido di un'altra specie, la femmina depone da 4 a 5 uova. L'incubazione ha inizio ancor prima che la deposizione di tutte le uova sia stata completata e sia la femmina che il compagno fanno a turno nella cova per i circa 19 giorni di attesa prima della schiusa. Appena nati, i pulcini sono privi di piumino. Restano all'interno del nido per circa un mese e al termine di questo periodo hanno il piumaggio già completamente sviluppato, anche se il cromatismo non è tanto spettacolare come quello dei genitori.

## Galleria d'immagini

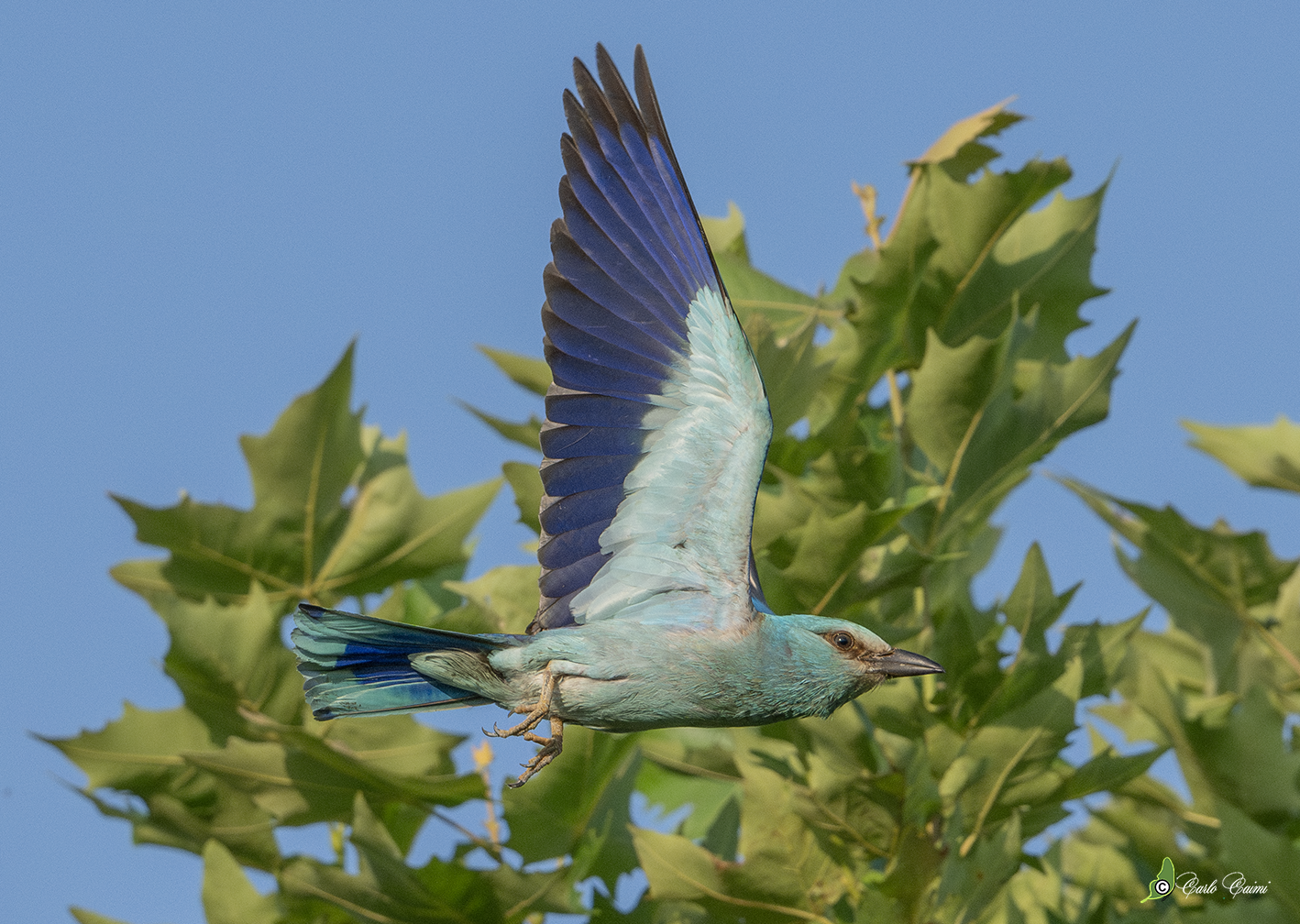
Ghiandaia marina 1-Veneto, prov. di Padova.
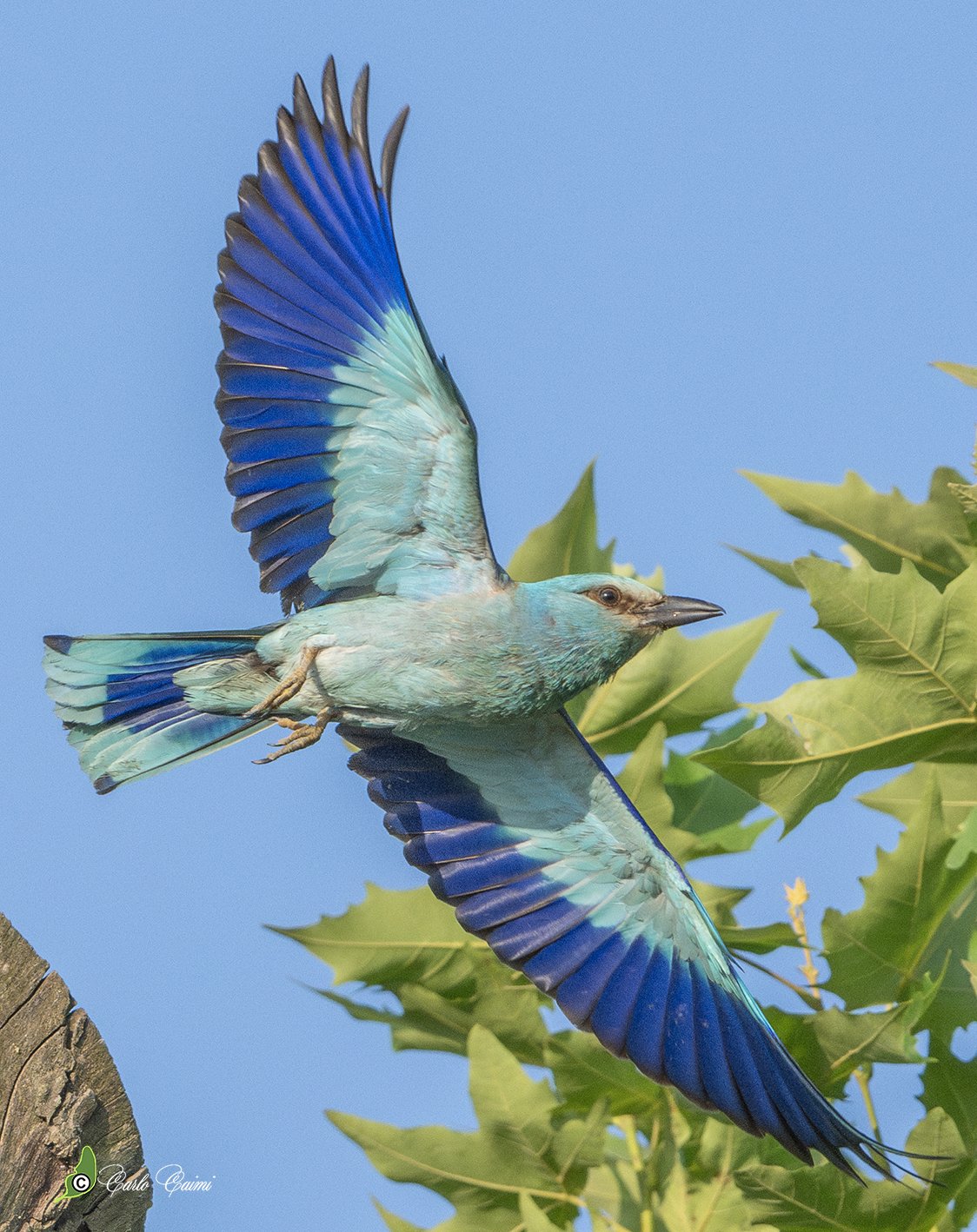
Ghiandaia marina 2-Veneto, prov. di Padova.